# 松ノ木峠

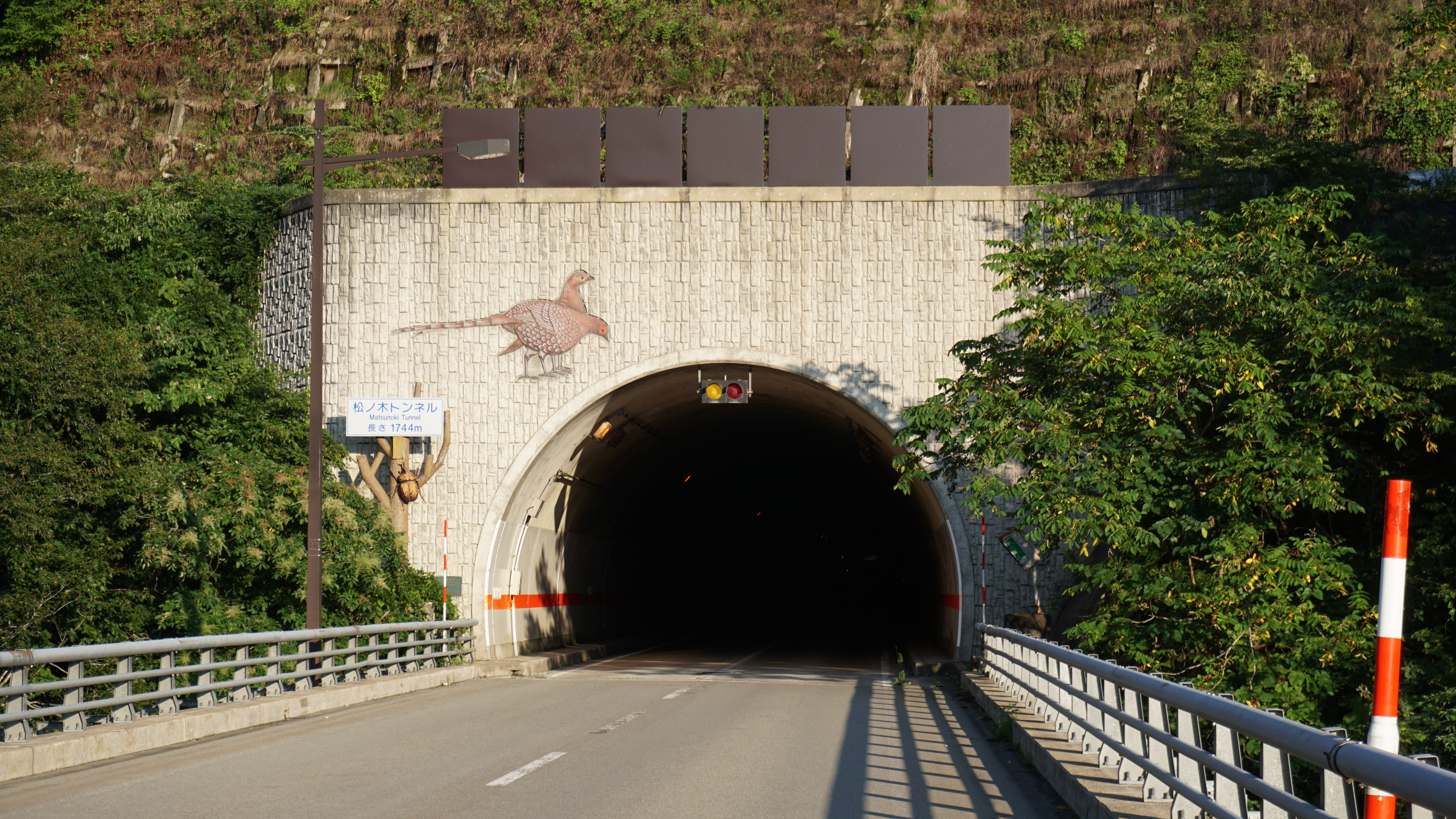
松ノ木峠を抜ける国道108号松ノ木トンネル

松ノ木峠（まつのきとうげ）は、秋田県湯沢市と同県由利本荘市とを結ぶ峠である。標高650m。

## 概要
国道108号が通っており、雄勝地方と由利地方を結ぶ重要な道となっている。従来この峠は、つづら折れが続く上に冬期閉鎖しており、大型車は通年通行止めとなっていた。このため、この区間の行き来は国道107号を迂回していたが、1996年（平成8年）に松ノ木道路が開通し、大型車も通行可能となった。
旧道の松ノ木峠はその後大規模な崩落があり、廃道となった。